# Gheorghe Vâlceanu
Gheorghe Vâlceanu (n. 23 mai 1940) este un deputat român în legislatura 1996-2000, ales în județul Vâlcea pe listele partidului PDSR.
A fost prefect al Bucureștiului între 1993 - 1996.

## Legături externe
- Gheorghe Vâlceanu Arhivat în 7 aprilie 2016, la Wayback Machine. la cdep.ro